# Нижняя Штирия (область гражданского управления)
Область гражданского управления Нижняя Штирия (нем. CdZ-Gebiet Untersteiermark) — административно-территориальная единица Третьего рейха, югославская территория, до Первой мировой войны входившая в состав кронланда Штирия Австро-Венгерской империи и находящаяся в период с 1941 по 1945 годы под управлением немецкой гражданской администрации и предназначенная для последующей германизации и присоединения к территории Германской империи. Административный центр — город Марбург-на-Драу (Марибор), затем — Грац.

## История
После оккупации Югославии Третьим рейхом в ходе югославской операции 6 апреля 1941 года территории северо-восточной Словении (словенская Нижняя Штирия) были переданы под управление немецкой гражданской администрации в подчинение рейхсгау Штирия, созданному на территории Австрии. Административным центром области был назначен город Марбург-на-Драу. С 15 ноября 1941 года центр был перенесён в Грац (столицу рейхсгау Штирия), находящийся за пределами Нижней Штирии.
Северо-западная территория Словении (Корушка и Крайна) были также переданы под немецкое гражданское управление в качестве «области гражданского управления» Каринтия и Крайна. После полной германизации планировалось включение Нижней Штирии, Каринтии и Крайны в состав Германской империи, однако это так и не было реализовано.
После окончания войны территория Нижней Штирии снова вернулась в состав Югославии и сегодня входит в состав независимой Словении.

## Административное деление
По состоянию на 1 января 1945 года в состав области гражданского управления Нижняя Штирия входили следующие районы:
- Городской район Марбург-на-Драу (Марибор)
- Сельский район Марбург-на-Драу (Марибор)
- Сельский район Цилли (Целе)
- Сельский район Оберрадкерсбург (Горня Радгона)
- Сельский район Петтау (Птуй)
- Сельский район Ранн (Брежице)
- Сельский район Трифайл (Трбовле)

После присоединения территории к рейху были вновь введены немецкие названия, используемые до 1918 года.